# Hermann Buhl
Hermann Buhl (Innsbruck, 21 de setembro de 1924 — Monte Chogolisa, Karakoram, 27 de junho de 1957) foi um montanhista austríaco, considerado um dos melhores montanhistas de todos os tempos.
Ele era particularmente inovador em aplicar o estilo alpino de montanhismo no Himalaia. Suas principais escaladas incluem:
1953 – Primeira escalada "solo" do Nanga Parbat (8 126 metros) e sem oxigénio suplementar.
1957 – Primeira escalada do Broad Peak (8 051 metros)
Buhl foi o primeiro e único montanhista a escalar sozinho uma montanha com altitude superior a 8000 metros. Poucas semanas depois da escalada do Broad Peak com Fritz Wintersteller e Marcus Schmuck, Buhl e Kurt Diemberger tentaram escalar no estilo alpino o pico do Chogolisa (7 654 metros), um pico nunca escalado (a expedição de Luís Amadeu de Saboia ficou a apenas 150 m do topo). Buhl morreu quando escorregou numa cornija de neve perto do cume, e o seu corpo nunca foi encontrado.

## Publicações
- Buhl, Hermann (1956). Nanga Parbat Pilgrimage. [S.l.]: Hodder & Stoughton. ASIN B0000CJH7J
- Buhl, Hermann (1999). Nanga Parbat Pilgrimage: The Lonely Challenge. Seattle, WA, USA.: Mountaineers Books. ISBN 0-89886-610-3